# Lijst van Alarmschijven in 1993
Deze hits waren in 1993 t/m 23 januari Radio 3 Alarmschijf en vanaf 25 juni Alarmschijf op Radio 538:
| Nr.  | Datum        | Artiest                          | Titel                                           | Hoogste positie in Top 40 |
| ---- | ------------ | -------------------------------- | ----------------------------------------------- | ------------------------- |
| -    | 2 januari    | geen Alarmschijf                 | geen Alarmschijf                                | geen Alarmschijf          |
| 1192 | 9 januari    | Dan Baird                        | I Love You Period                               | 12                        |
| 1193 | 16 januari   | Deacon Blue                      | Your Town                                       | 17                        |
| 1194 | 23 januari   | Faith No More                    | Easy / laatste Radio 3 Alarmschijf              | 11                        |
| 1195 | 30 januari   | Roots Syndicate                  | Mockin' Bird Hill                               | 1(2wk)                    |
| 1196 | 6 februari   | Leila K                          | Open Sesame                                     | 2                         |
| 1197 | 13 februari  | Lenny Kravitz                    | Are You Gonna Go My Way                         | 6                         |
| 1198 | 20 februari  | Tears N' Joy                     | I Will Always Love You                          | 4                         |
| 1199 | 27 februari  | Consolidated & The Yeastie Girls | You Suck                                        | 10                        |
| 1200 | 6 maart      | Bizarre Inc & Angie Brown        | Took My Love                                    | 27                        |
| 1201 | 13 maart     | Vera Mann                        | Nog Één kans                                    | 9                         |
| 1202 | 20 maart     | The Good Men                     | Give It Up                                      | 6                         |
| 1203 | 27 maart     | Melissa Etheridge                | Must Be Crazy for Me                            | 14                        |
| 1204 | 3 april      | CB Milton                        | Send Me An Angel (Set Me Free)                  | 10                        |
| 1205 | 10 april     | Haddaway                         | What Is Love                                    | 1(6wk)                    |
| 1206 | 17 april     | Mick Jagger                      | Don't Tear Me Up                                | 19                        |
| 1207 | 24 april     | Bon Jovi                         | In These Arms                                   | 8                         |
| 1208 | 1 mei        | 2 Unlimited                      | Tribal Dance                                    | 2                         |
| 1209 | 8 mei        | Cut 'N' Move                     | Give It Up                                      | 27                        |
| 1210 | 15 mei       | Guns N' Roses                    | Civil War                                       | 22                        |
| 1211 | 22 mei       | Snap! & Niki Haris               | Do You See The Light (Looking For)              | 5                         |
| 1212 | 29 mei       | Boy Krazy                        | That's What Love Can Do                         | 25                        |
| 1213 | 5 juni       | Tears For Fears                  | Break It Down Again                             | 16                        |
| 1214 | 12 juni      | Bernie Lyon                      | The Love Of a Woman                             | 20                        |
| 1215 | 19 juni      | R.E.M.                           | Everybody Hurts                                 | 4                         |
| 1216 | 26 juni      | Ruth Jacott & Paul de Leeuw      | Blijf Bij Mij / eerste Alarmschijf op Radio 538 | 5                         |
| 1217 | 3 juli       | 4 Non Blondes                    | What's Up?                                      | 1(10wk)                   |
| 1218 | 10 juli      | Nice Device                      | Cool Corona (Could You Be Like E..?)            | 9                         |
| 1219 | 17 juli      | Chaka Demus & Pliers             | Tease Me                                        | 4                         |
| 1220 | 24 juli      | Freddie Mercury                  | Living on My Own                                | 2                         |
| 1221 | 31 juli      | Ronald                           | Transsexueel                                    | 10                        |
| 1222 | 7 augustus   | DJ Jazzy Jeff & The Fresh Prince | Boom! Shake the Room                            | 22                        |
| 1223 | 14 augustus  | Ace of Base                      | Happy Nation                                    | 5                         |
| 1224 | 21 augustus  | Bee Gees                         | Paying The Price Of Love                        | 13                        |
| 1225 | 28 augustus  | Anita Meyer                      | Het Spijt Me                                    | 24                        |
| 1226 | 4 september  | Bitty McLean                     | It Keeps Rainin' (Tears from My Eyes)           | 1(2wk)                    |
| 1227 | 11 september | Prince                           | Peach                                           | 9                         |
| 1228 | 18 september | Aretha Franklin                  | (You Make Me Feel Like) A Natural Woman         | 28                        |
| 1229 | 25 september | DJ Bobo                          | Somebody Dance with Me                          | 4                         |
| 1230 | 2 oktober    | Meat Loaf                        | I'd Do Anything for Love (But I Won't Do That)  | 1(6wk)                    |
| 1231 | 9 oktober    | Salt-N-Pepa                      | Shoop                                           | 12                        |
| 1232 | 16 oktober   | Take That & Lulu                 | Relight My Fire                                 | 12                        |
| 1233 | 23 oktober   | Phil Collins                     | Both Sides of the Story                         | 9                         |
| 1234 | 30 oktober   | Tina Turner                      | Disco Inferno                                   | 16                        |
| 1235 | 6 november   | Janet Jackson                    | Again                                           | 20                        |
| 1236 | 13 november  | Elton John & Kiki Dee            | True love                                       | 11                        |
| 1237 | 20 november  | Mariah Carey                     | Hero                                            | 10                        |
| 1238 | 27 november  | André van Duin                   | Pizza lied (Effe wachte...)                     | 1(2wk)                    |
| 1239 | 4 december   | Robin S                          | What I Do Best                                  | 21                        |
| 1240 | 11 december  | Snoop Doggy Dogg                 | What's My Name?                                 | 11                        |
| 1241 | 18 december  | René Froger                      | Why Are You So Beautiful                        | 8                         |
| 1242 | 25 december  | Take That                        | Babe                                            | 4                         |

1969 ·
1970 ·
1971 ·
1972 ·
1973 ·
1974 ·
1975 ·
1976 ·
1977 ·
1978 ·
1979 ·
1980 ·
1981 ·
1982 ·
1983 ·
1984 ·
1985 ·
1986 ·
1987 ·
1988 ·
1989 · 
1990 · 
1991 · 
1992 · 
1993 · 
1994 · 
1995 · 
1996 · 
1997 · 
1998 · 
1999 · 
2000 · 
2001 · 
2002 · 
2003 · 
2004 · 
2005 · 
2006 · 
2007 · 
2008 · 
2009 ·
2010 ·
2011 ·
2012 ·
2013 ·
2014 ·
2015 ·
2016 ·
2017 ·
2018 ·
2019 ·
2020 ·
2021 ·
2022 ·
2023 ·
2024 ·
2025